# Индустријска зона Љениг (Болцано)
Индустријска зона Љениг је насеље у Италији у округу Болцано, региону Трентино-Јужни Тирол.
Према процени из 2011. у насељу је живело 19 становника. Насеље се налази на надморској висини од 808 м.